# Clark McConachy
Clark McConachy (Glenorchy, 15 april 1895 - Greenlane, 12 april 1980), vaak simpelweg Mac genoemd, was een Nieuw-Zeelandse beroepsbeoefenaar van Engels biljarten en snooker.

## Leven en carrière
McConachy werd geboren in Glenorchy in Otago in 1895. Hij was kampioen professioneel biljarten van Nieuw-Zeeland van 1914 tot 1980.
In 1932 was hij verliezend finalist op het wereldkampioenschap Engels biljarten, de winnaar was Joe Davis. In 1951 werd hij kampioen door te winnen van John Barrie met 9,274-6,691. Zonder te zijn uitgedaagd behield hij de titel van 1951 tot 1968, het jaar waarin hij op 73-jarige leeftijd en leidend aan Parkinson, nipt werd verslagen met 5,234-5,499 door Rex Williams. Zijn hoogste break bij biljarten was 1,943.
In 1932 was hij verliezend finalist op het Wereldkampioenschap snooker (verliezend van Davis, net als in het WK Engels biljarten dat jaar). Ook in 1952 was hij verliezend finalist. McConachy behaalde een van de eerste maximum breaks in snooker. Hij behaalde dit op dinsdag 19 februari 1952 in een trainingsframe tegen Pat Kitchen in de Beaufort Club in Londen aan een tafel die was gereserveerd voor profs. Een vertegenwoordiger van de Billiards Association and Control Council onderzocht later de tafel en stelde vast dat deze iets groter was dan de standaard-afmetingen, en dus werd de break niet geaccepteerd als officieel resultaat. Het record van de hoogste break, 146, was op dat moment in handen van Joe Davis. De match tussen McConachy en Horace Lindrum om het Wereldkampioenschap snooker van 1952 begon de daaropvolgende maandag. 
McConachy hechtte veel belang aan fysieke fitheid en ging dagelijks zo'n zes kilometer hardlopen. Hij was een strikte geheelonthouder en niet-roker. Volgens hem droeg dit bij aan zijn successen op hogere leeftijd. Van hem was ook bekend dat hij voordat een match begon op zijn handen rond de tafel liep. Hij is opgenomen in de Nieuw-Zeelandse Hall of Fame voor sporten. In de Queen's Birthday Honours (Nieuw-Zeeland) van 1964 werd hij benoemd tot Member of the Order of the British Empire, voor diensten aan de gemeenschap en aan liefdadigheid. Hij overleed op 12 april 1980 in zijn woning in Greenlane, randgemeente van Auckland.

## Finales van wereldkampioenschappen

### Biljart
"U" betekent match op uitdaging ("challenge match")
| Resultaat | Nr. | Jaar     | Kampioenschap       | Tegenstander in de finale | Score         | Ref.  |
| --------- | --- | -------- | ------------------- | ------------------------- | ------------- | ----- |
| Tweede    | 1.  | 1932     | WK Engels biljarten | Joe Davis                 | 19,259–25,161 | [ 5 ] |
| Winnaar   | 1.  | 1951 "U" | WK Engels biljarten | John Barrie               | 9,274–6,691   | [ 5 ] |
| Tweede    | 2.  | 1968 "U" | WK Engels biljarten | Rex Williams              | 5,234–5,499   | [ 5 ] |

### Snooker
| Resultaat | Nr. | Jaar | Kampioenschap               | Tegenstander in de finale | Score | Ref.  |
| --------- | --- | ---- | --------------------------- | ------------------------- | ----- | ----- |
| Tweede    | 1.  | 1932 | Wereldkampioenschap snooker | Joe Davis                 | 19–30 | [ 9 ] |
| Tweede    | 2.  | 1952 | Wereldkampioenschap snooker | Horace Lindrum            | 49–94 | [ 9 ] |